# Брукдейл (Каліфорнія)
Брукдейл (англ. Brookdale) — переписна місцевість (CDP) в США, в окрузі Санта-Крус штату Каліфорнія. Населення — 2043 особи (2020).

## Географія
Брукдейл розташований за координатами 37°6′21″ пн. ш. 122°6′38″ зх. д. / 37.10583° пн. ш. 122.11056° зх. д. (37.105732, -122.110627).  За даними Бюро перепису населення США в 2010 році переписна місцевість мала площу 9,96 км², уся площа — суходіл.

## Демографія
Згідно з переписом 2010 року, у переписній місцевості мешкала 1991 особа в 806 домогосподарствах у складі 470 родин. Густота населення становила 200 осіб/км².  Було 912 помешкання (92/км²).
Расовий склад населення:
| - 89,9 % — білих - 1,0 % — азіатів - 0,6 % — корінних американців - 0,5 % — чорних або афроамериканців - 0,4 % — вихідців з тихоокеанських островів - 3,3 % — осіб інших рас |

До двох чи більше рас належало 4,4 %. Частка іспаномовних становила 10,1 % від усіх жителів.
За віковим діапазоном населення розподілялося таким чином: 21,3 % — особи молодші 18 років, 70,4 % — особи у віці 18—64 років, 8,3 % — особи у віці 65 років та старші. Медіана віку мешканця становила 42,3 року. На 100 осіб жіночої статі у переписній місцевості припадало 104,8 чоловіків;  на 100 жінок у віці від 18 років та старших — 103,9 чоловіків також старших 18 років.
Середній дохід на одне домашнє господарство  становив 99 141 долар США (медіана — 73 787), а середній дохід на одну сім'ю — 137 338 доларів (медіана — 133 802). За межею бідності перебувало 11,4 % осіб, у тому числі 0,0 % дітей у віці до 18 років та 0,0 % осіб у віці 65 років та старших.
Цивільне працевлаштоване населення становило 1423 особи. Основні галузі зайнятості: мистецтво, розваги та відпочинок — 19,1 %, освіта, охорона здоров'я та соціальна допомога — 18,1 %, виробництво — 12,6 %, науковці, спеціалісти, менеджери — 10,5 %.